# 邦联制
邦聯（英語：confederation）是指一個由若干獨立的主权國家組成的聯盟政体。

## 概念
一般而言，邦聯是结构鬆散的政治实体，本身不具備構成國家所必需之全部要素，不具完整國際法主體資格；它雖然設有公共機構處理有關共同事務，但沒有統一的中央政權機關，也沒有統一的立法和財政預算；各成員國公民只有其本國的國籍，而沒有邦聯的共同國籍。邦聯的法律和政策對各成員國不具備無可爭議的強制性。在邦聯之下，各成員國都是獨立主權的國家，是國際法主體，各自在外交、法律和軍事上均具備完全獨立的自主權。各成員國的加入或退出相對自由。 
另外，邦聯制的原則是主權在邦（國）。邦聯各成員國人民沒有共同的國籍。聯邦與邦聯的構成單位也不一樣：在聯邦制之下，成員體有多種形式，如邦、加盟共和國、州、省、特別行政區等；在邦聯制下，成員體只有一種類型，即獨立國家。
邦聯的成員國常以單一渠道對外發言，要說邦聯制國家是一個複合國，卻似乎有點牽強，因為邦聯是一種介乎國家與超國家主義之間的人類組織形式。聯邦與邦聯的分類方法，像許多其他的二分法一樣，是對複雜現實的簡單化。

## 特色
- 各國仍有獨立主權且維持各自的政治運作。
- 中央權力需要靠各國支持，否則政策無以推行；有些甚至沒有中央機制，例如：獨立國家聯合體。
- 邦聯靠條約、政治、經濟或軍事組成，結構鬆散故容易因利害關係解組。
- 邦聯盟國就算違反邦聯中央法律，亦不致於無效。

邦聯制的優點為利於合作、中央機制可被地方節制，同時具有：限制政治承諾的執行、政治體制不穩、容易造成分離主義運動等缺點。

## 現存邦聯
- 易洛魁联盟（1450年—1660年之间至今）：北美洲五大湖地区的原住民建立的部落联盟，又称霍迪诺肖尼、易洛魁邦联、六族联盟。
- 瓦巴纳基联盟（1680年代—1862年，1993年至今）：北美洲阿卡迪亚地区的阿尔冈昆民族（英语：Algonquian peoples）建立的部落联盟，曾存在于1680年代—1862年，1993年重建。
- 黑脚联盟（18世纪至今[2]）：北美洲大平原地区的讲黑脚语的原住民建立的部落联盟。
- 阿拉伯國家联盟（1945年至今）：由22个阿拉伯国家组成。
- 英联邦（1949年至今）：世界上最大的邦聯組織，目前英联邦有56個成員國。
  - 英聯邦王國（1867年至今）：世界上現存最大的共主邦聯，目前有15個邦聯成員國，以英國君主為國家元首。
- 东南亚国家联盟（1967年至今）：由10个东南亚国家组成的国际组织，类似于邦联，秘书处设在印尼；東協合作侧重军事安全和政治中立， 主要合作内容为经贸合作和东南亚经济一体化，目前东盟有10个成员国，1个候选国（东帝汶），一个观察员国（巴布亚新几内亚）。
- 东非共同体（1967年—1977年，2000年至今）：包括8个国家：刚果民主共和国、索马里联邦共和国、布隆迪共和国、肯尼亚、卢旺达、南苏丹、乌干达和坦桑尼亚[3]。东非共同体五国原计划提出2015年合并成为统一的联邦国家（东非联邦）。该联邦将拥有共同的宪法、总统、议会和货币[4]。但目前仍未成立。
- 獨立國家聯合體（1991年至今）：苏联解体后由部分原苏联加盟共和国协调成立的一个邦联，属区域性政治组织，总部设在白羅斯首都明斯克，工作语言为俄语。国家元首理事会是独联体的最高机构，通常每年召开两次会议。目前有9个会员国。
- 欧洲联盟（1993年至今）：世界上第二大邦聯組織，目前擁有27個成員國，並且仍在擴張中。但與其他邦聯組織不同的是，歐盟已經超出邦聯的範圍，接近聯邦的地位。如：歐盟法律（如人權公約與法院）凌駕于各國法律之上、擁有歐洲議會、通過統一的貨幣政策，成立欧元以及形成的歐元區、可以持任意大部分欧盟成员国家的申根签证前往其申根区的大部分国家、並且在外交農業等各個領域形成統一政策等等。[1]
- 俄白联盟国（1999年至今）：前身是俄白共同体，是由俄羅斯和白俄羅斯於1997年4月2日簽訂《白俄羅斯和俄羅斯聯盟條約》而設立。[5]两国公民可依据该条约，在俄白两国间自由生活和定居。
- 非洲联盟（2001年至今）：由55個成員國組成。
- 薩赫勒國家邦聯（2024年至今）[6]：前身是薩赫勒國家聯盟，由布基纳法索、马里和尼日尔三国组成。

## 历史上的邦联
| 名称                              | 时期                                | 备注 |
| --------------------------------- | ----------------------------------- | --- |
| 東周b                             | 前770年—前256年                     | 春秋時期。 |
| 三冕王                            | 前1050年—前2世纪                    | 由哲罗、朱罗和潘地亚组成。哈提古姆法铭文记载，在羯陵伽君主卡拉维拉在位的第11年，他击溃了一个由泰米尔人王国组成的邦联，该邦联正在成为羯陵伽的威胁。 |
| 托尔特克帝国                      | 约674年—约1122年                    | 作为托尔特克人和奇奇梅克人的邦联而存在，同时作为一个帝国对乔卢拉等地施加控制。                                                                     |
| 三火理事会                        | 796年—19世纪                        | 1776年美国成立后，三火理事会成为西北联盟的核心成员。                                                                                               |
| 神圣罗马帝国b                     | 800年/962年—1806年                  | 名义上是帝国：事实上在1512年之前是德意志、意大利、捷克、荷兰和法兰西国家的多民族邦联；从1512年起至其灭亡，是德意志名义上的政体。                   |
| 穆伊斯卡联盟                      | 约800年—1540年                      | 由齐帕兹戈领导的巴卡塔的南穆伊斯卡人和萨卡兹戈领导的通哈的北穆伊斯卡人组成。                                                                       |
| 科奎联盟                          |                                     | 1541年，与西班牙人接触。 |
| 图伊马努阿邦联                    | 10世纪以前—1909年                   | |
| 塔塔儿部                          | 约8世纪—1202年                      | 游牧部落联盟 |
| 基马克-钦察邦联                   | 9世纪—13世纪                        | 9世纪—13世纪，欧亚大草原东部的突厥人邦联，由基马克人和钦察人主导。                                                                                 |
| 库曼-钦察邦联                     | 10世纪—1242年                       | 10世纪—13世纪，欧亚大草原西部的突厥人邦联，由库曼人和钦察人主导。                                                                                  |
| 玛雅潘联盟                        | 987年—1461年                        | |
| 阿拉贡王冠                        | 1137年—1716年                       | |
| 汉萨同盟                          | 13世纪—17世纪                       | |
| 旧瑞士邦联                        | 1291年—1848年                       | 官方名称为“瑞士邦联”。 |
| 特拉斯卡拉邦联                    | 1348年—1520年                       | |
| 黑羊王朝                          | 1375年—1468年                       | 土库曼人部落联盟。 |
| 白羊王朝                          | 1379年—1501年                       | 土库曼人部落联盟。 |
| 卡尔马联盟a                       | 1397年—1523年                       | 由丹麦、瑞典和挪威组成。 |
| 阿兹特克帝国                      | 1428年—1521年                       | 由特诺奇蒂特兰、特斯科科和特拉科潘等城邦组成。 |
| 利沃尼亚邦联                      | 1435年—1561年                       | |
| 前联邦时期的波兰和立陶宛a         | 1447年—1492年 1501年—1569年         | 拥有共同的君主（立陶宛大公和波兰国王）、议会和货币。                                                                                               |
| 丹麦-挪威a                        | 1536年—1814年                       | |
| 尼德兰七省联合共和国              | 1581年—1795年                       | |
| 万帕诺亚格联盟                    |                                     | |
| 塞纳科马卡                        | 16世纪末—1677年                     | 波瓦坦人部落联盟。又称波瓦坦联盟。 |
| 穆斯科吉克里克联盟                |                                     | |
| 伊利诺伊联盟                      | ？—1854年                           | |
| 中立联盟                          | ？—1650年代                         | |
| 铁联盟                            | ？—1692年                           | |
| 沃巴什联盟                        |                                     | 曾与西北联盟结盟。 |
| 爱尔兰邦联                        | 1641年—1649年                       | |
| 新英格兰邦联                      | 1643年—1684年                       | |
| 隆达王国                          | 约1665年—1887年                     | |
| 阿散蒂邦联                        | 1670年/1701年—1902年，1935年—1957年 | |
| 阿罗邦联                          | 1690年—1902年                       | 包括现今的尼日利亚、喀麦隆、赤道几内亚和加蓬的部分地区。                                                                                           |
| 海盗共和国                        | 1706年—1718年                       | |
| 马拉塔联盟                        | 1713年—1818年                       | |
| 锡克联盟                          | 1748年—1799年                       | |
| 穆提特瓦                          | 约1780年—1817年                     | |
| 美利坚合众国                      | 1781年—1789年                       | 实行《邦联条例》时期的美国。 |
| 西北联盟                          | 1785年—1795年                       | |
| 特库姆塞联盟                      | 约1805年—1824年                     | |
| 莱茵邦联                          | 1806年—1813年                       | 无国家元首和政府。 |
| 委内瑞拉美洲邦联                  | 1811年—1819年                       | |
| 德意志邦联                        | 1815年—1866年                       | |
| 联邦联盟                          | 1815年—1820年                       | |
| 新格拉纳达联合省                  | 1810年—1816年                       | 领土为现今的哥伦比亚的部分地区。 |
| 瑞典-挪威联盟a                    | 1814年—1905年                       | |
| 赤道邦联                          | 1824年                              | 位于巴西东北部。 |
| 阿根廷邦联                        | 1832年—1860年                       | |
| 秘鲁-玻利维亚邦联                 | 1836年—1839年                       | |
| 中美洲邦联                        | 1842年—1845年                       | 包括萨尔瓦多、洪都拉斯和尼加拉瓜。 |
| 格拉纳达邦联                      | 1858年—1863年                       | |
| 美利坚联盟国                      | 1861年—1865年                       | 美国南部11个分裂州在美国内战期间组成的国家。 |
| 哥伦比亚合众国                    | 1863年—1886年                       | |
| 北德意志邦联                      | 1867年—1871年                       | |
| 卡洛斯派诸州                      | 1872年—1976年                       | |
| 塔里亚韦邦联                      | 约1900年—？                         | |
| 北高加索山区共和国                | 1918年—1919年                       | |
| 里夫部落联邦共和国                | 1921年—1926年                       | 又称里夫共和国。在里夫战争期间，短暂存在于西班牙占领摩洛哥北部的共和国。                                                                           |
| 西加拉邦联                        | 1936年                              | |
| 荷兰-印度尼西亚联盟               | 1949年—1956年                       | 由荷兰和印度尼西亚组成。 |
| 罗得西亚和尼亚萨兰联邦            | 1953年—1963年                       | 又称中非联邦，由当时的英国殖民地南罗得西亚、北罗得西亚和尼亚萨兰（今津巴布韦、赞比亚和马拉维）组成。                                               |
| 阿拉伯联邦b                       | 1958年                              | 由伊拉克和约旦组成。 |
| 阿拉伯联合共和国b 和阿拉伯合众国b | 1958年—1961年                       | 由埃及和叙利亚组成；后来，也门王国加入。 |
| 非洲国家联盟                      | 1961年—1963年                       | 由马里、加纳和几内亚组成。 |
| 阿拉伯共和国联盟b                 | 1972年                              | 由埃及、叙利亚和利比亚组成。 |
| 阿拉伯伊斯兰共和国b               | 1974年                              | 利比亚和突尼斯曾计划组成的国家，从未成立。 |
| 塞内冈比亚邦联                    | 1982年—1989年                       | 由塞内加尔和冈比亚组成。 |
| 反叛萨帕塔自治市镇                | 1994年—2023年                       | |
| 塞爾維亞與蒙特內哥羅              | 2003年—2006年                       | |

- a 共主邦联。
- b 事实上的邦联。

## 相关
在加拿大，Confederation雖然也有「邦聯制」的意思，但引伸出一種特別用法，指代1867年7月1日加拿大聯邦化這個事件。